# سیارک ۱۸۲۳۵
سیارک ۱۸۲۳۵ (به انگلیسی: 18235 Lynden-Bell، نامگذاری:1003T-2) هجده هزار و دویست و سی و پنجمین سیارک کشف شده‌است که در ۲۹ سپتامبر ۱۹۷۳ کشف شد.
قدر مطلق سیارک برابر ۲۲.۴ است.